# 栂・美木多駅
栂・美木多駅（とが・みきたえき）は、大阪府堺市南区桃山台二丁にある南海電気鉄道泉北線の駅。駅番号はNK90。
泉北ニュータウンの栂地区と呼ばれる細長い丘陵上にある。

## 歴史
当初は1975年（昭和50年）春に泉ケ丘 - 光明池間を一括開業する計画となっており、当駅はその中間駅として開業する予定だったが、栂地区の整備が早期に進捗したことから当駅までの区間を先行開業した。
駅名については、3ブロック構成の泉北ニュータウンのうち、石津川 - 和田川間のブロックを大阪府が「栂地区」と銘打って開発したため、当初は「栂駅」となる予定であった。しかし、駅が美木多地区の檜尾（当時）に所在していたため、美木多地区の住民から「美木多駅」とするように要望が出された。この要望に対して、栂（旧・栂村）が属する上神谷地区の住民が反発し調整が難航したが、「栂」と「美木多」を併記することで両者が妥協し現在の駅名となった。駅名に中黒（「・」）が入っているが、日本国内では万座・鹿沢口駅、中央大学・明星大学駅、元町・中華街駅など事例が少ない。

### 年表
- 1973年（昭和48年）12月7日：泉ケ丘駅から当駅までの延伸に伴い、終着駅として開業する。
- 1977年（昭和52年）8月20日：当駅から光明池駅まで路線が延伸され中間駅となる。
- 2018年（平成30年）：駅リニューアル工事を開始する。施設の改装がなされたほか、駅構内のテナント店舗としてキッチンオリジンが入居した。
- 2022年（令和4年）3月26日：向谷実作曲の発車メロディーが使用開始される[3]。
- 2025年（令和7年）4月1日：泉北高速鉄道が南海電気鉄道への吸収合併に伴い、南海電気鉄道泉北線の駅となる[4]。同時に駅番号をSB04からNK90に変更[4]。

## 駅構造
島式ホーム1面2線の橋上駅。改札口は1ヵ所のみ。

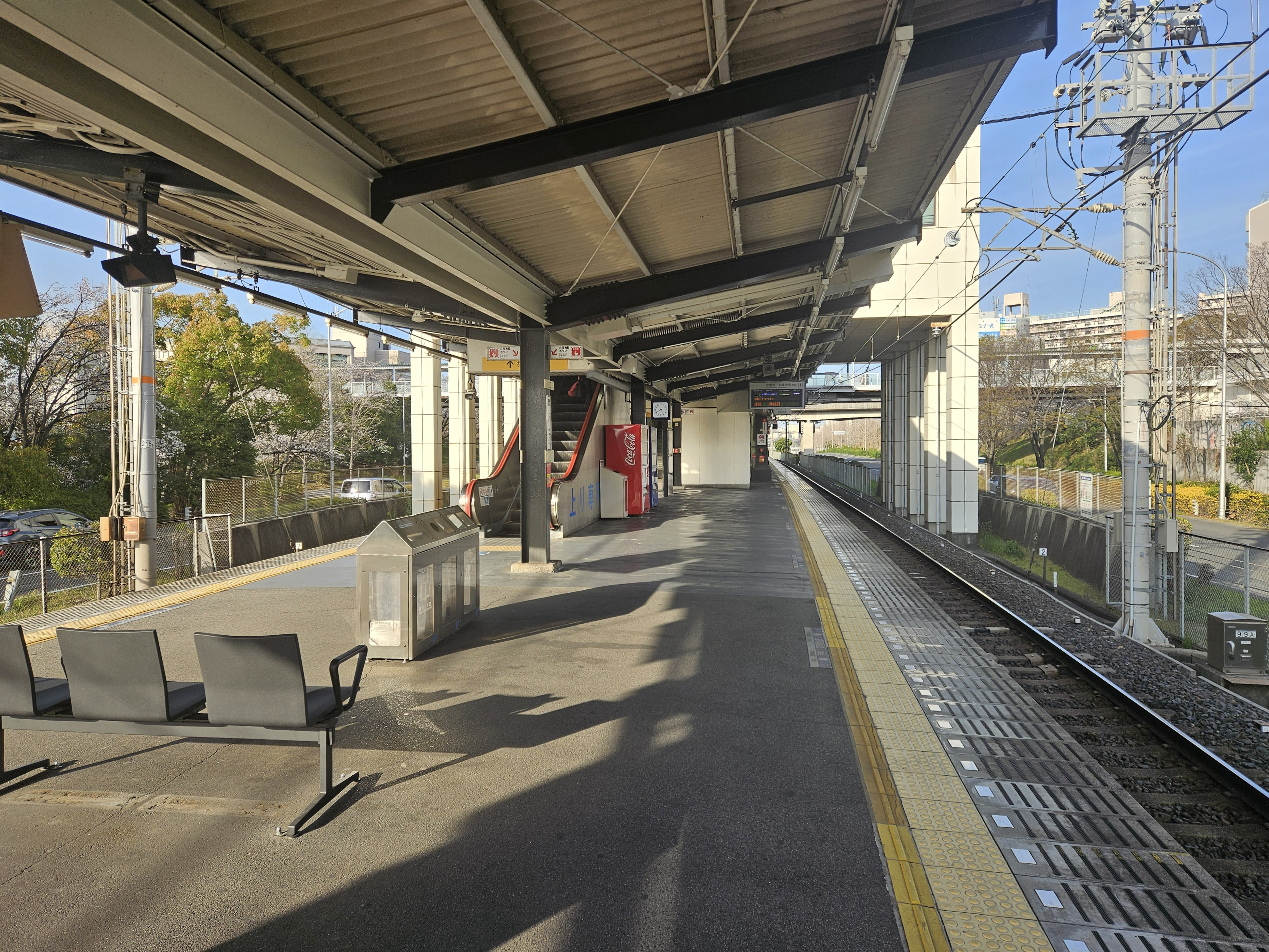
プラットホーム（2025年3月）
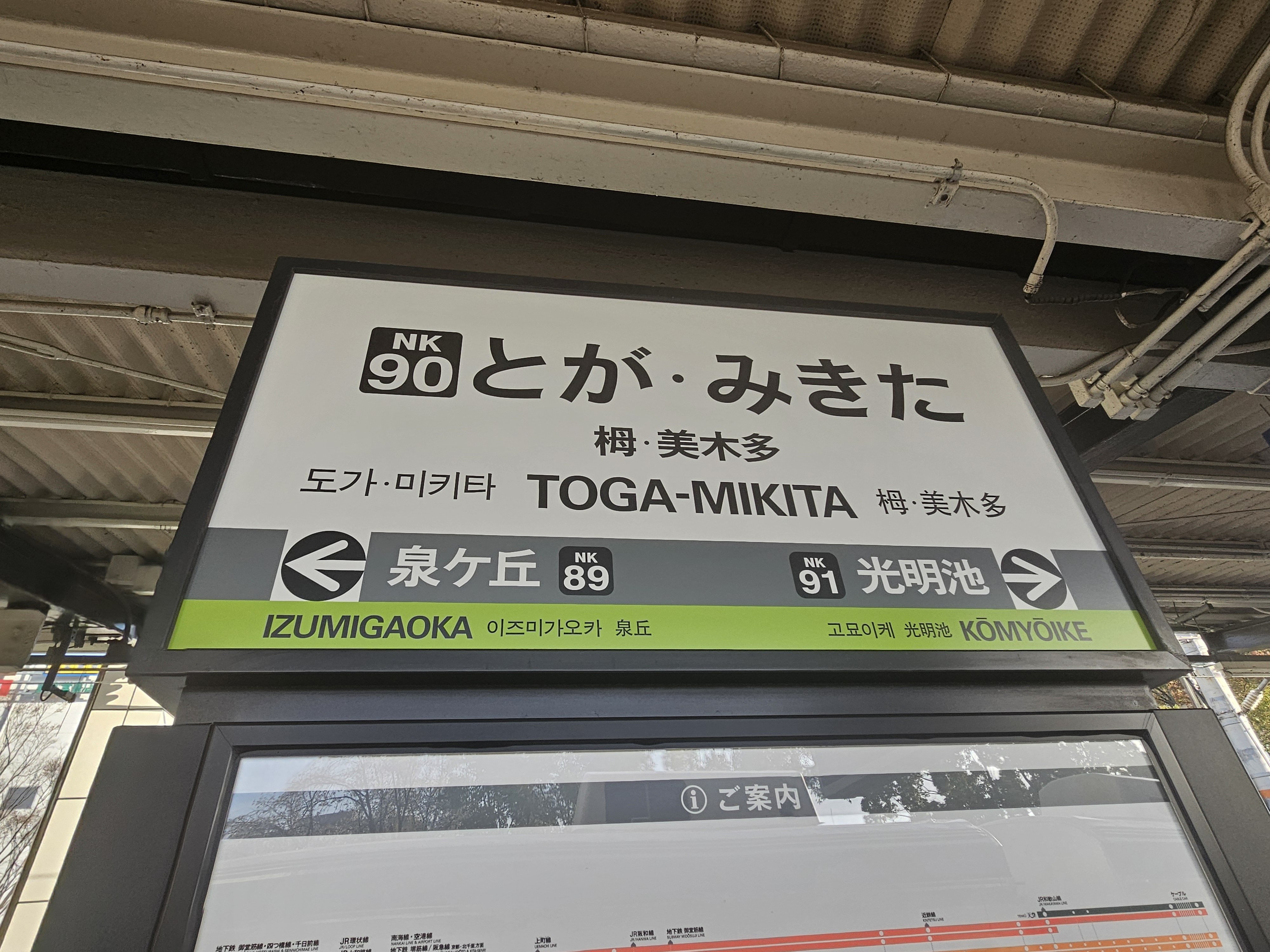
南海電鉄合併後の駅名標（2025年3月）
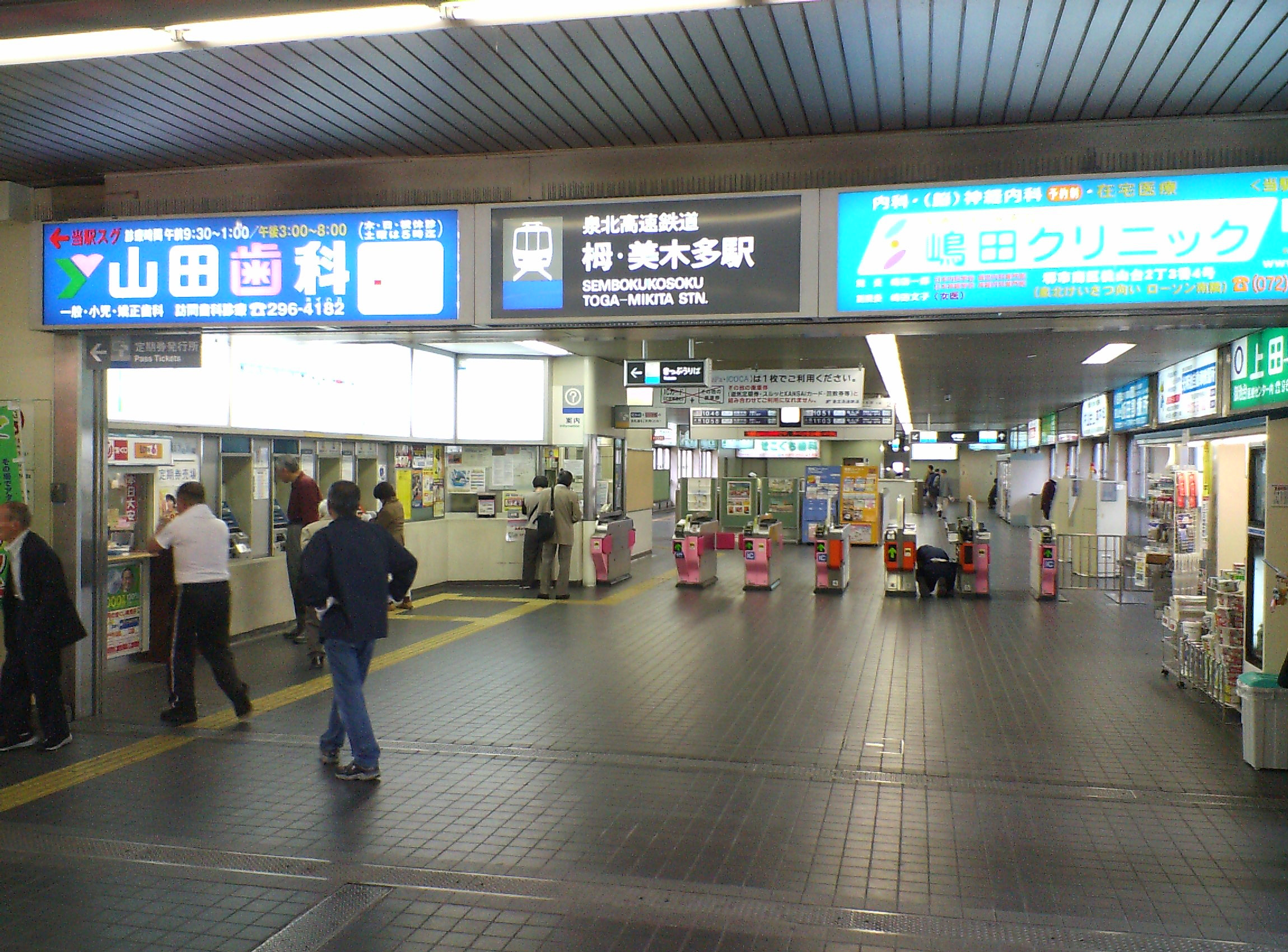
旧泉北高速鉄道線時代の改札口

### のりば
| 番線 | 路線   | 方向 | 行先               |
| ---- | ------ | ---- | ------------------ |
| 1    | 泉北線 | 下り | 和泉中央方面       |
| 2    | 泉北線 | 上り | 中百舌鳥・難波方面 |

## 利用状況
2019年（令和元年）次の調査結果による1日平均乗降人員は19,582人（乗車人員：9,795人、降車人員：9,787人）である。この数字は中百舌鳥駅を除く泉北高速鉄道（当時）の駅としては最も少ない。
近年の1日平均乗降・乗車人員の推移は下記の通り。
| 年次   | 1日平均 乗降人員 | 1日平均 乗車人員 | 出典   |
| ------ | ---------------- | ---------------- | ------ |
| 1990年 | 34,167           | 16,932           | [ 7 ]  |
| 1991年 | 35,030           | 17,325           | [ 8 ]  |
| 1992年 | 34,500           | 17,088           | [ 9 ]  |
| 1993年 | 34,151           | 16,910           | [ 10 ] |
| 1994年 | 33,760           | 16,714           | [ 11 ] |
| 1995年 | 33,096           | 16,372           | [ 12 ] |
| 1996年 | 32,718           | 16,228           | [ 13 ] |
| 1997年 | 31,344           | 15,538           | [ 14 ] |
| 1998年 | 30,054           | 14,956           | [ 15 ] |
| 1999年 | 28,325           | 14,126           | [ 16 ] |
| 2000年 | 27,259           | 13,621           | [ 17 ] |
| 2001年 | 26,482           | 13,250           | [ 18 ] |
| 2002年 | 25,682           | 12,847           | [ 19 ] |
| 2003年 | 25,145           | 12,579           | [ 20 ] |
| 2004年 | 24,863           | 12,434           | [ 21 ] |
| 2005年 | 25,134           | 12,579           | [ 22 ] |
| 2006年 | 25,066           | 12,541           | [ 23 ] |
| 2007年 | 24,646           | 12,332           | [ 24 ] |
| 2008年 | 24,142           | 12,072           | [ 25 ] |
| 2009年 | 23,144           | 11,573           | [ 26 ] |
| 2010年 | 22,665           | 11,340           | [ 27 ] |
| 2011年 | 22,449           | 11,252           | [ 28 ] |
| 2012年 | 22,109           | 11,084           | [ 29 ] |
| 2013年 | 21,854           | 10,938           | [ 30 ] |
| 2014年 | 21,069           | 10,534           | [ 31 ] |
| 2015年 | 20,752           | 10,383           | [ 32 ] |
| 2016年 | 20,205           | 10,126           | [ 33 ] |
| 2017年 | 19,831           | 9,954            | [ 34 ] |
| 2018年 | 19,488           | 9,771            | [ 35 ] |
| 2019年 | 19,582           | 9,795            | [ 36 ] |
| 2020年 | 15,537           | 7,774            | [ 37 ] |

## 駅周辺
- 泉北ニュータウン栂地区（桃山台・原山台・庭代台・御池台）

### 公的施設

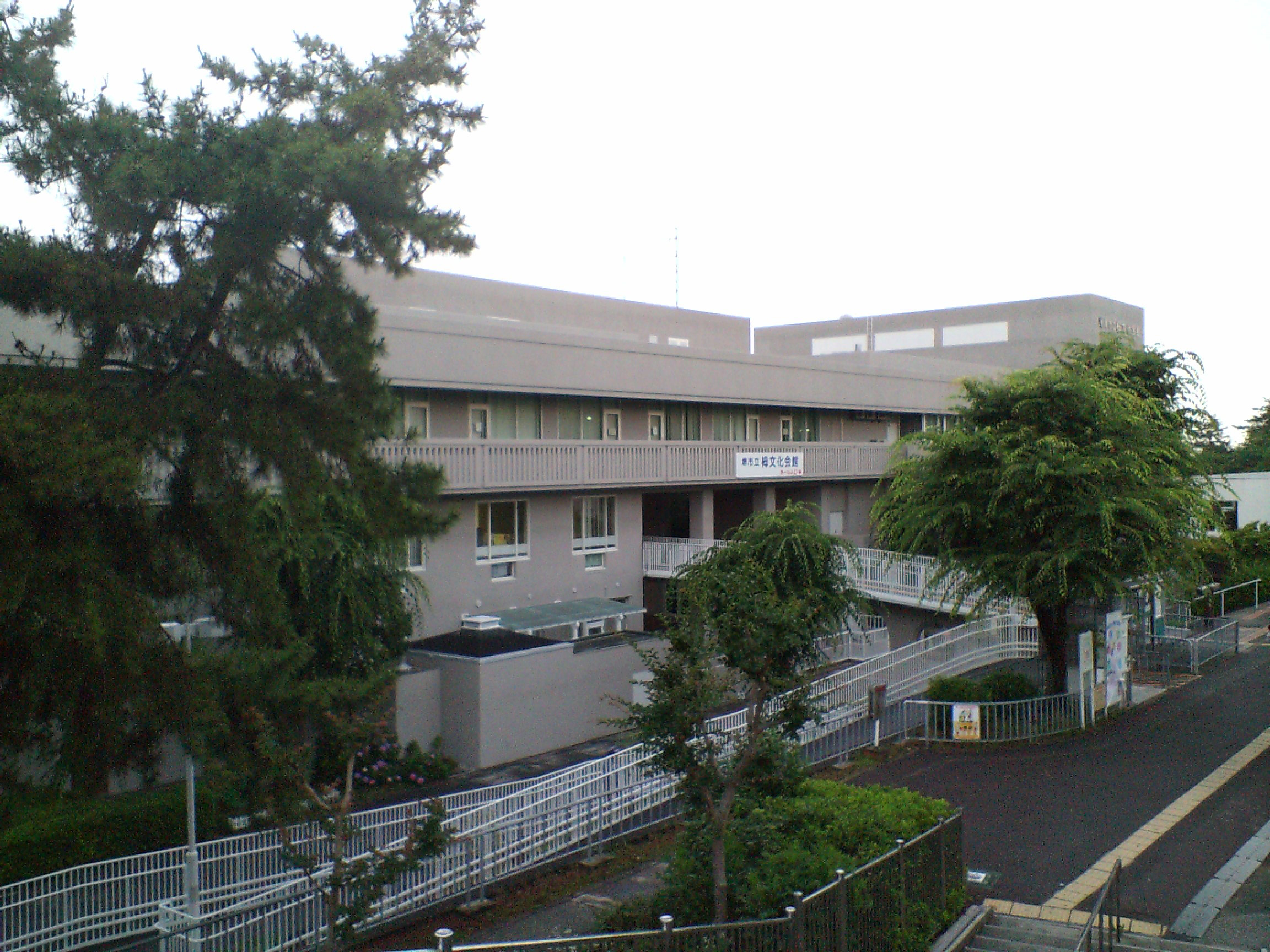
栂文化会館

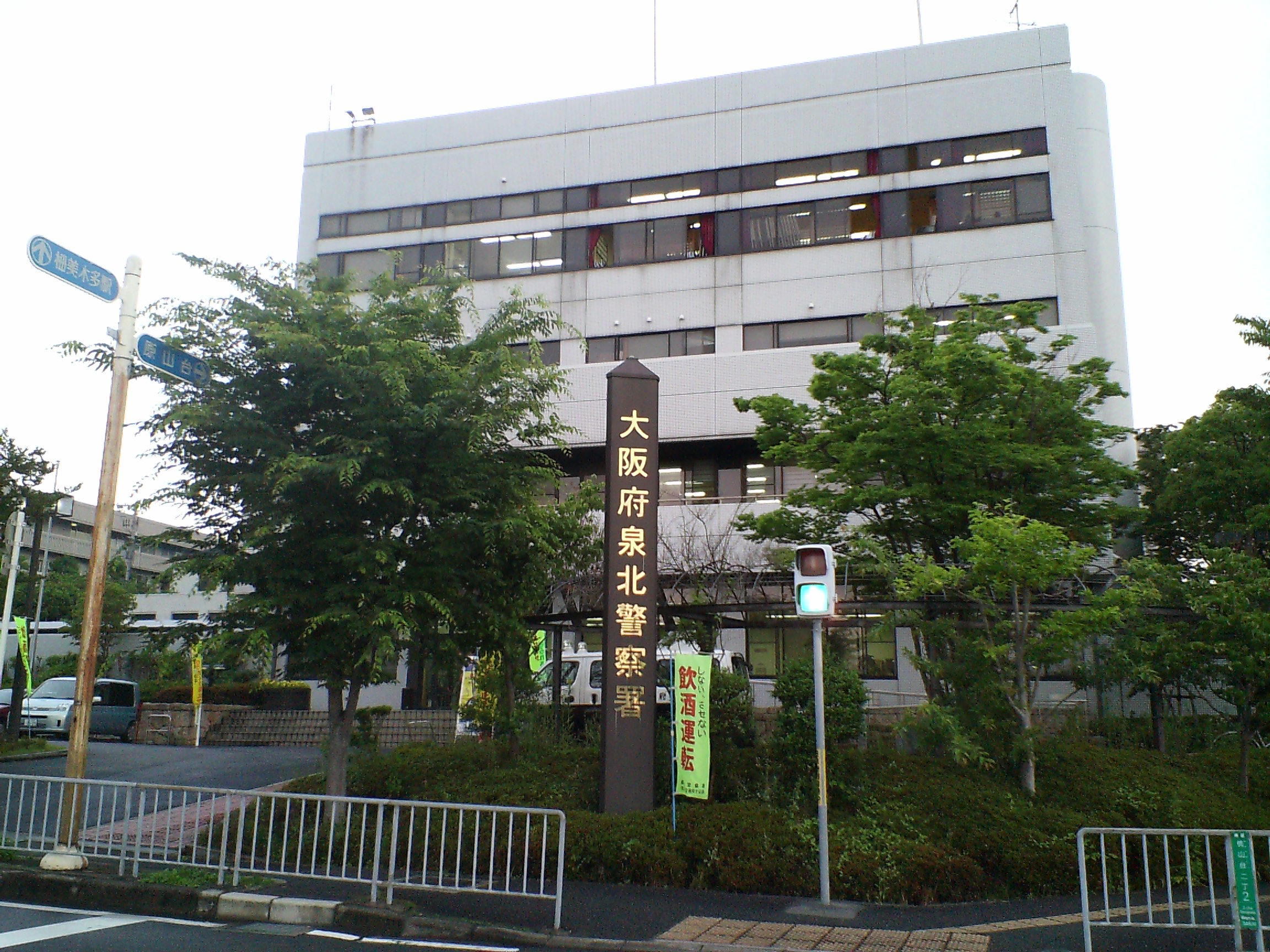
大阪府南堺警察署

- 堺市南区役所
- 堺市立栂文化会館
  - 堺市立南図書館栂分館
- 大阪府南堺警察署（旧泉北警察署）
- 南堺警察署栂駅前交番
- 堺市消防局南消防署

#### 公園・その他
- 西原公園
- 桃山公園
- 原山公園
- 庭代公園
- 御池公園
- 堺・緑のミュージアム ハーベストの丘
- 泉ヶ丘カントリークラブ
- 堺公園墓地（鉢ヶ峯霊園、法道寺）
- 敷物団地

#### 文教施設
- 大阪府立堺西高等学校
- 大阪府立福泉高等学校
- 大阪府立泉北高等支援学校
- 堺市立原山台中学校
- 堺市立原山ひかり小学校（堺市立原山台小学校・堺市立原山台東小学校が統合されて、2018年度より開校）
- 堺市立福泉南中学校
- 堺市立桃山台小学校
- 堺市立福泉中央小学校

### 医療機関
- 堺咲花病院（旧国立泉北病院→旧近畿大学医学部堺病院，2018年4月1日より[38][39]）
- 泉北陣内病院（旧陣内病院）
- 良秀会泉北藤井病院

### 金融機関など
- 日本郵便
  - 泉北郵便局（集配局）
  - 栂・美木多駅前郵便局
- りそな銀行泉北とが支店
- 三井住友銀行泉北とが支店（光明池支店、和泉中央支店との共同店舗：ブランチインブランチ）

### 主な商業施設

#### トナリエ 栂・美木多
以前存在した「ガーデンシティ栂」を建て替える形で開業した複合商業施設。主要テナントは以下の通り。 
- 東文堂書店
- イオンフードスタイル 栂・美木多店

出店テナント全店の一覧・詳細情報は公式サイト「フロアガイド」を参照。

#### その他の商業施設
- アクロスモール泉北（旧名称、クロスモール）- 駅前から無料送迎バスが運行されている。
  - デイリーカナートイズミヤ原山台店
  - TOHOシネマズ泉北
  - ザ・ダイソーアクロスモール泉北店
  - ドン・キホーテアクロスモール泉北店
- ケーヨーデイツー泉北原山台店
- スーパーオートバックス泉北原山台店
- 万代御池台店
- 大阪いずみ市民生協 コープ野々井店
- 業務スーパー檜尾店
- ラウンドワン泉北店 （2021年4月11日に閉店）
- スポーツクラブ　アクトス泉北原山台
- サンディ泉北原山台店

## バス路線
南海バスが発着。停留所名は「栂・美木多駅」。

### 南海バス
北側ロータリーを一般車用に整備するため、2023年7月3日より南海バスの全系統が南側ロータリー発着となった。2025年現在、工事のためバスのりばが仮移転されているが、ここでは時刻上ののりばを掲載する。
| のりば | 担当   | 路線名       | 系統・行先                | 備考                                                   |
| ------ | ------ | ------------ | ------------------------- | ------------------------------------------------------ |
| 1      | 泉北   | 泉北栂地区線 | 233V系統：津久野駅前      | 日中のみ運行、本数わずか                               |
| 1      | 泉北   | 泉北栂地区線 | 234系統：原山台回り       |                                                        |
| 2      | 泉北   | 泉北栂地区線 | 232L・235L系統：泉ヶ丘駅  | 日中のみ運行。終点までノンストップ                     |
| 2      | 光明池 | 美木多線     | 306系統：国分峠東         |                                                        |
| 3      | 泉北   | 泉北栂地区線 | 235・235L系統：庭代台回り | 朝ラッシュ時は右回りのみ、夕ラッシュ以降は左回りが中心 |
| 3      | 泉北   | 泉北栂地区線 | 235C系統：庭代台東口      | 平日夜3本のみ運行                                      |
| 4      | 泉北   | 泉北栂地区線 | 232・232L系統：御池台回り |                                                        |
| 4      | 泉北   | 泉北栂地区線 | 232C系統：御池台1丁       | 夜間の運行                                             |
| 5      | 光明池 | 美木多線     | 306系統：堺東駅前         | 大森経由                                               |
| 5      | 光明池 | 美木多線     | 307系統：堺東駅前         | 桃山台経由                                             |
| 5      | 光明池 | 美木多線     | 307C系統：鳳駅前          | 早朝のみ運行                                           |

#### エアポートリムジンバス
0番のりばからは関西国際空港へ向かうリムジンバスが発車している。光明池営業所の担当。
- エアポートリムジンバス泉北・河内長野空港線
  - （一部りんくうタウン経由）関西空港行き（Sorae）

#### その他
深夜急行バスが降車扱いのみ行う。

## 隣の駅
南海電気鉄道
 泉北線
- ■特急「泉北ライナー」停車駅

■区間急行・■準急行・■各駅停車
泉ケ丘駅 (NK89) - 栂・美木多駅 (NK90) - 光明池駅 (NK91)